# Johann Christian Petersen (der Ältere)
Johann Christian Petersen (der Ältere) (* 1. April 1682 in Rostock; † 21. März 1766 ebenda) war ein Professor des Rechts an der Universität Rostock und Bürgermeister der Stadt Rostock.

## Ausbildung und Studium
Johann Christian Petersen (der Ältere) wurde am 1. April 1682 in Rostock als Sohn eines Kaufmanns geboren. Nachdem er zunächst die Rostocker Stadtschule besuchte, wurde er ab 1698 privat unterrichtet.
Von 1700 bis 1706 studierte er zunächst an der Universität Rostock (die erste Eintragung geht jedoch bereits auf 1698 zurück), ging dann aber nach Leipzig, um sein Studium bis 1708 dort weiterzuführen.
1708 kehrte Petersen nach Rostock zurück und wurde Begleiter des jungen Edelmannes Thomas Hieronymus von Wetken, mit dem er noch im selben Jahr nach Frankfurt an der Oder ging, von dort aus ein Jahr später weiter nach Tübingen und 1710 nach Leiden. Die Reise führte die beiden anschließend über Paris und Straßburg nach Regensburg und Wien, von wo er, auf Grund des Nordischen Krieges, vorzeitig abreiste und nach Rostock zurückkehrte.

## Akademische Laufbahn
Durch die Vermittlung seines Onkels, Kanzler Johann von Klein, wurde Petersen im Jahre 1711 zum außerordentlichen Professor der Jurisprudenz an der Universität Rostock ernannt und folgte damit Johann Sibrand (der Jüngere) im Amt.
Am 1. März 1712 folgte darauf die Ernennung zum Dr. iuris utriusque und die Übernahme der Aufgaben des Kanzlers Klein in Fakultät und Consistorium. Zudem wurde er 1714 Sachwalter des Herzogs Karl Leopold und zwei Jahre später zusätzlich Vertreter des herzoglichen Regierungscollegiums.
Petersen legte alle Ämter nieder, als er am 25. Januar 1720 vom Rat der Stadt zum ordentlichen Professor des Rechts an der Universität Rostock ernannt wurde und an die Stelle des Vorgängers Matthias Stein trat.
Als er am 15. Januar 1731 zum Ratsherren ernannt wurde und am 21. Januar desselben Jahres das Amt des Bürgermeisters von Rostock übernahm, legte Petersen seine Professur nieder. Ab Juli 1731 war er ältester Bürgermeister der Stadt und ab November zusätzlich Deputierter im engeren Ausschuss. Am 10. Februar 1733 wurde er außerdem zum Beisitzer des Ratzeburger Hofgerichts.
1748 schied Petersen aus gesundheitlichen Gründen aus dem Bürgermeisteramt und wurde von Herzog Christian Ludwig II. zum geheimen Kanzleirat und 1752 zum Wirklichen Regierungsrat ernannt.
Am 21. März 1766 verstarb Johann Christian Petersen in Rostock.